# Кортегада (Оренсе)
Кортегада (гал. Cortegada, ісп. Cortegada) — муніципалітет в Іспанії, у складі автономної спільноти Галісія, у провінції Оренсе. Населення — 1344 осіб (2009).
Муніципалітет розташований на відстані близько 420 км на північний захід від Мадрида, 28 км на південний захід від Оренсе.
Муніципалітет складається з таких паррокій: Кортегада, Лоуредо, Меренс, Рабіньйо, Рефошос, Валонго, Сапарін.

## Демографія
Динаміка населення (INE ):

## Галерея зображень

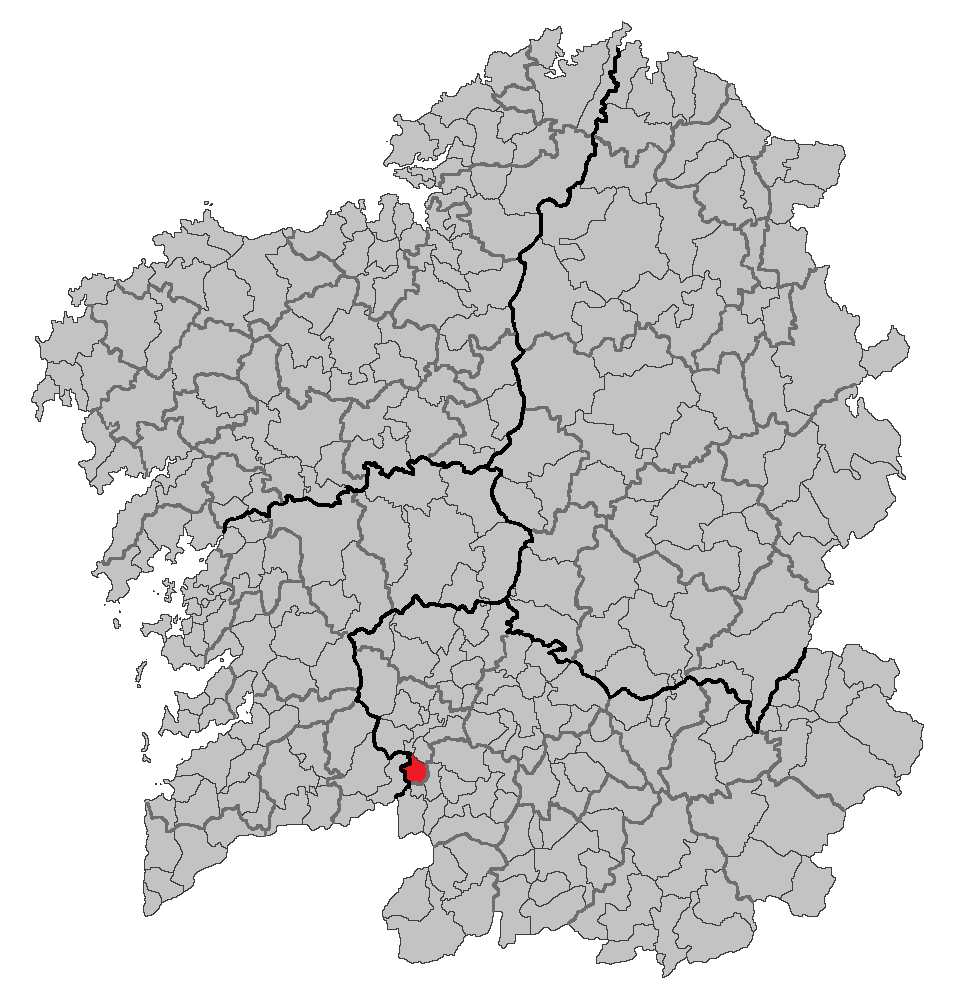
Розташування муніципалітету